# WFV-Pokal 2023/24
Der WFV-Pokal 2023/24 war die 72. Austragung des Männer-Pokalwettbewerbs durch den Württembergischen Fußballverband. Das Endspiel fand am 25. Mai 2024 im Rahmen des Finaltags der Amateure in der WIRmachenDRUCK Arena im Aspacher Stadtteil Großaspach statt.
Die ersten drei Runden des Pokalwettbewerbs wurden in vier regionalen Gruppen ausgetragen. Ab dem Achtelfinale wurde verbandsweit gespielt.
Der seit 2015 übliche Endspielort, das Stuttgarter Gazi-Stadion auf der Waldau, wurde im Zuge der EM-Endrunde von der Schweizer Nationalmannschaft als Trainingsstätte genutzt und stand daher nicht zur Verfügung. Daher wurde in die WIRmachenDRUCK Arena ausgewichen, die zuletzt – noch unter anderem Sponsorennamen – beim Pokalwettbewerb 2013/14 als Finalstadion genutzt worden war.

## Qualifikanten
Teilnahmeberechtigt waren alle Mannschaften des Württembergischen Fußballverbandes, die in der Saison 2023/24 in der 3. Liga, Regionalliga Südwest, Oberliga Baden-Württemberg, Verbandsliga Württemberg oder einer der vier württembergischen Landesligen spielten. Zudem qualifizierte sich je eine Mannschaft über jeden der 16 Bezirkspokale der Saison 2022/23, an denen Mannschaften, die in der Bezirksliga oder tiefer spielten, teilnahmen. Für den Fall, dass der Pokalsieger zugleich in die Landesliga aufstieg, rückte der Pokalfinalist nach.
Die teilnehmenden Mannschaften setzten sich folgendermaßen zusammen:
| Gruppe 1 | Gruppe 2 | Gruppe 3 | Gruppe 4 |
| Regionalliga Südwest SGV Freiberg Fußball Oberliga Baden-Württemberg TSG Backnang 1919 SG Sonnenhof Großaspach FSV Hollenbach FSV 08 Bietigheim-Bissingen Verbandsliga Württemberg Sport-Union Neckarsulm SV Fellbach Sportfreunde Schwäbisch Hall Türkspor Neckarsulm Landesliga Württemberg, Staffel 1 TSV Ilshofen SKV Rutesheim TSV Crailsheim TSV Heimerdingen VfR Heilbronn FV Löchgau SV Germania Bietigheim TV Oeffingen TSV Pfedelbach SV Kaisersbach SV Breuningsweiler SpVgg Gröningen-Satteldorf TV Pflugfelden SG Sindringen/Ernsbach SV Schluchtern GSV Pleidelsheim Bezirkspokale SV Leonberg/Eltingen (Enz/Murr) TSV Schmiden (Rems/Murr) FC Union Heilbronn (Unterland) TSG Öhringen (Hohenlohe) | Regionalliga Südwest VfR Aalen SV Stuttgarter Kickers Oberliga Baden-Württemberg 1. Göppinger SV 1. FC Normannia Gmünd TSV Essingen Verbandsliga Württemberg TSG Hofherrnweiler-Unterrombach Calcio Leinfelden-Echterdingen Sportfreunde Dorfmerkingen TSV Oberensingen Landesliga Württemberg, Staffel 2 SC Geislingen SV Waldhausen Donzdorfer JC TSV Bad Boll Türkspor Neu-Ulm SV Neresheim TSGV Waldstetten TSV Weilimdorf FC Esslingen MTV Stuttgart FC Srbija Ulm 1. FC Germania Bargau FC Blaubeuren VfL Kirchheim/Teck FSV Waiblingen Bezirkspokale SC Stammheim (Stuttgart) SF Dorfmerkingen II (Ostwürttemberg) SV Ebersbach/Fils (Neckar/Fils) SV Jungingen (Donau/Iller) | Regionalliga Südwest TSG Balingen Fußball Oberliga Baden-Württemberg SSV Reutlingen 05 FC Holzhausen Verbandsliga Württemberg TSG Tübingen VfL Pfullingen GSV Maichingen TV Echterdingen Landesliga Württemberg, Staffel 3 VfL Nagold VfL Sindelfingen TSV Ehningen Young Boys Reutlingen SV Nehren TSV Ofterdingen SV Böblingen SG Empfingen VfB Bösingen SV Zimmern o.R. SV Seedorf SV 03 Tübingen SC 04 Tuttlingen SV Wittendorf TV Darmsheim SV Croatia Reutlingen Sportfreunde Gechingen Bezirkspokale SV Rohrau (Böblingen/Calw) SGM 08 Schramberg/SV Sulgen (Schwarzwald) VfR Sulz (Nördl. Schwarzwald) SSC Tübingen (Alb) | 3. Liga SSV Ulm 1846 Fußball Oberliga Baden-Württemberg FV Ravensburg Verbandsliga Württemberg SSV Ehingen-Süd TSV Berg FV Rot-Weiß Weiler FV Biberach Landesliga Württemberg, Staffel 4 FC Wangen 05 TSG Balingen Fußball II FV Olympia Laupheim FC 07 Albstadt FC Mengen TSV Strassberg VfB Friedrichshafen SV Sulmetingen TSV Riedlingen FV Ravensburg II TSV Heimenkirch SV Mietingen SV Baindt SV Hohentengen TSV Harthausen/Scher TSV Buch SSG Ulm SV Ochsenhausen Bezirkspokale SV Rangendingen (Zollern) SGM Altshausen/Ebenweiler (Donau) SF Schwendi (Riß) TSV Tettnang (Bodensee) |

## 1. Runde
| Datum           |                                | Ergebnis              |                                  |
| --------------- | ------------------------------ | --------------------- | -------------------------------- |
| Gruppe 1        |                                |                       |                                  |
| Sa., 22.07.2023 | SV Schluchtern                 | 1:2                   | TSV Pfedelbach                   |
| Sa., 22.07.2023 | SG Sindringen/Ernsbach         | 0:1                   | SGV Freiberg                     |
| Sa., 22.07.2023 | SV Germania Bietigheim         | 1:2                   | SV Breuningsweiler               |
| Sa., 22.07.2023 | SV Fellbach                    | 6:1                   | Sport-Union Neckarsulm           |
| Sa., 22.07.2023 | TSV Schmiden                   | 0:2                   | TSG Öhringen                     |
| Sa., 22.07.2023 | TSV Ilshofen                   | 0:4                   | SG Sonnenhof Großaspach          |
| Sa., 22.07.2023 | FV Löchgau                     | 1:2                   | Türkspor Neckarsulm              |
| Sa., 22.07.2023 | SKV Rutesheim                  | 2:1                   | SV Kaisersbach                   |
| Sa., 22.07.2023 | SpVgg Gröningen-Satteldorf     | 1:2                   | TSG Backnang                     |
| Sa., 22.07.2023 | TV Oeffingen                   | 0:3                   | TSV Crailsheim                   |
| So. 23.07.2023  | SV Leonberg/Eltingen           | 1:2                   | Sportfreunde Schwäbisch Hall     |
| So. 23.07.2023  | TV Pflugfelden                 | 2:4                   | FSV 08 Bietigheim-Bissingen      |
| Mi., 26.07.2023 | FC Union Heilbronn             | 1:5                   | VfR Heilbronn                    |
| Gruppe 2        |                                |                       |                                  |
| Fr., 21.07.2023 | Sportfreunde Dorfmerkingen II  | 3:5 n. V.             | TSV Oberensingen                 |
| Sa., 22.07.2023 | TSGV Waldstetten               | 1:5                   | 1. Göppinger SV                  |
| Sa., 22.07.2023 | VfL Kirchheim/Teck             | 1:4                   | TSV Essingen                     |
| Sa., 22.07.2023 | TSV Weilimdorf                 | 2:1                   | SV Neresheim                     |
| Sa., 22.07.2023 | SC Stammheim                   | 2:1                   | MTV Stuttgart                    |
| Sa., 22.07.2023 | FC Srbija Ulm                  | 0:2                   | SV Waldhausen                    |
| Sa., 22.07.2023 | TSV Bad Boll                   | 0:3                   | 1. FC Normannia Gmünd            |
| Sa., 22.07.2023 | FSV Waiblingen                 | 1:0                   | TSG Hoffherrnweiler-Unterrombach |
| Sa., 22.07.2023 | FC Germania Bargau             | 1:3                   | Türkspor Neu-Ulm                 |
| So. 23.07.2023  | SV Ebersbach/Fils              | 0:3                   | FC Esslingen                     |
| Mi., 26.07.2023 | Calcio Leinfelden-Echterdingen | 4:0                   | FC Blaubeuren                    |
| Mi., 26.07.2023 | SV Jungingen                   | 0:3                   | Donzdorfer JC                    |
| Gruppe 3        |                                |                       |                                  |
| Fr., 21.07.2023 | Sportfreunde Gechingen         | 3:0                   | TSG Balingen                     |
| Fr., 21.07.2023 | SV Rohrau                      | 1:9                   | SG Empfingen                     |
| Sa., 22.07.2023 | TV Darmsheim                   | 6:1                   | TV Echterdingen                  |
| Sa., 22.07.2023 | VfL Pfullingen                 | 4:3                   | FC Holzhausen                    |
| Sa., 22.07.2023 | VfR Sulz                       | 3:5 n. V.             | TSV Ofterdingen                  |
| Sa., 22.07.2023 | SSC Tübingen                   | 3:0                   | TSG Tübingen                     |
| Sa., 22.07.2023 | SV Böblingen                   | 0:1 n. V.             | SV Croatia Reutlingen            |
| Sa., 22.07.2023 | SV 03 Tübingen                 | 3:0                   | GSV Maichingen                   |
| Sa., 22.07.2023 | SGM 08 Schramberg/SV Sulgen    | 1:2                   | SV Seedorf                       |
| Sa., 22.07.2023 | SV Wittendorf                  | 0:3                   | SSV Reutlingen 05                |
| Mi., 26.07.2023 | SC 04 Tuttlingen               | 3:3 n. V. (4:2 i. E.) | SV Zimmern o.R.                  |
| Mi., 26.07.2023 | VfB Bösingen                   | 5:4 n. V.             | SV Nehren                        |
| Gruppe 4        |                                |                       |                                  |
| Fr., 21.07.2023 | SGM Altshausen/Ebenweiler      | 1:2                   | TSV Strassberg                   |
| Sa., 22.07.2023 | FC Wangen 05                   | 0:1                   | FC 07 Albstadt                   |
| Sa., 22.07.2023 | SSG Ulm                        | 2:0                   | TSV Heimenkirch                  |
| Sa., 22.07.2023 | SV Mietingen                   | 1:4                   | SSV Ehingen-Süd                  |
| Sa., 22.07.2023 | SV Baindt                      | 2:1                   | SV Sulmetingen                   |
| Sa., 22.07.2023 | FV Olympia Laupheim            | 2:4                   | FV Ravensburg                    |
| Sa., 22.07.2023 | SV Rangendingen                | 1:1 n. V. (3:4 i. E.) | SV Ochsenhausen                  |
| Sa., 22.07.2023 | FV Biberach                    | 4:3                   | FV Rot-Weiß Weiler               |
| Sa., 22.07.2023 | TSG Balingen II                | 1:3                   | FC Mengen                        |
| Sa., 22.07.2023 | TSV Tettnang                   | 0:1                   | TSV Buch                         |
| Sa., 22.07.2023 | VfB Friedrichshafen            | 1:3                   | TSV Berg                         |
| Mi., 26.07.2023 | TSV Riedlingen                 | 4:1                   | TSV Harthausen/Scher             |

Freilose:
- TSV Heimerdingen, FSV Hollenbach, GSV Pleidelsheim (Gruppe 1)
- SC Geislingen, Sportfreunde Dorfmerkingen, Stuttgarter Kickers, VfR Aalen (Gruppe 2)
- Young Boys Reutlingen, VfL Nagold, VfL Sindelfingen, TSV Ehningen (Gruppe 3)
- SV Hohentengen, FV Ravensburg II, SSV Ulm 1846, Sportfreunde Schwendi (Gruppe 4)

## 2. Runde
| Datum           |                              | Ergebnis             |                                |
| --------------- | ---------------------------- | -------------------- | ------------------------------ |
| Gruppe 1        |                              |                      |                                |
| Sa. 29.07.2023  | TSG Öhringen                 | 1:2                  | SV Breuningsweiler             |
| Sa. 29.07.2023  | SV Fellbach                  | 2:3 n. V.            | TSG Backnang                   |
| Sa. 29.07.2023  | SKV Rutesheim                | 0:3                  | SGV Freiberg                   |
| Sa. 29.07.2023  | TSV Crailsheim               | 1:2                  | Türkspor Neckarsulm            |
| Sa. 29.07.2023  | TSV Pfedelbach               | 2:1                  | GSV Pleidelsheim               |
| So. 30.07.2023  | VfR Heilbronn                | 2:3 n. V.            | FSV Hollenbach                 |
| So. 30.07.2023  | TSV Heimerdingen             | 3:4 n. V.            | SG Sonnenhof Großaspach        |
| Mi., 02.08.2023 | Sportfreunde Schwäbisch Hall | 4:1                  | FSV 08 Bietigheim-Bissingen    |
| Gruppe 2        |                              |                      |                                |
| Sa. 29.07.2023  | Donzdorfer JC                | 0:2                  | VfR Aalen                      |
| Sa. 29.07.2023  | FSV Waiblingen               | 1:4                  | TSV Oberensingen               |
| Sa. 29.07.2023  | SC Geislingen                | 2:3                  | SV Waldhausen                  |
| Sa. 29.07.2023  | Türkspor Neu-Ulm             | 1)                   | TSV Essingen                   |
| Sa. 29.07.2023  | TSV Weilimdorf               | 2)                   | FC Esslingen                   |
| Sa. 29.07.2023  | Sportfreunde Dorfmerkingen   | 2:1                  | Calcio Leinfelden-Echterdingen |
| Sa. 29.07.2023  | 1. Göppinger SV              | 0:0 n. V (3:4 i. E.) | Stuttgarter Kickers            |
| Sa. 29.07.2023  | SC Stammheim                 | 0:3                  | 1. FC Normannia Gmünd          |
| Gruppe 3        |                              |                      |                                |
| Sa. 29.07.2023  | TSV Ehningen                 | 1:3                  | SG Empfingen                   |
| Sa. 29.07.2023  | VfL Nagold                   | 1:4                  | SSV Reutlingen 05              |
| Sa. 29.07.2023  | TSV Ofterdingen              | 0:1 n. V.            | Young Boys Reutlingen          |
| Sa. 29.07.2023  | SV Croatia Reutlingen        | 1:4                  | SC 04 Tuttlingen               |
| Sa. 29.07.2023  | SV Seedorf                   | 0:3 n. V.            | TSG Tübingen                   |
| Sa. 29.07.2023  | VfL Sindelfingen             | 1:2                  | VfL Pfullingen                 |
| Sa. 29.07.2023  | SV 03 Tübingen               | 2:4                  | VfB Bösingen                   |
| Do., 03.08.2023 | Sportfreunde Gechingen       | 0:4                  | TV Darmsheim                   |
| Gruppe 4        |                              |                      |                                |
| Sa., 22.07.2023 | Sportfreunde Schwendi        | 1:0                  | SV Hohentengen                 |
| Fr. 28.07.2023  | SSG Ulm                      | 0:5                  | FV Ravensburg                  |
| Fr. 28.07.2023  | SSV Ehingen-Süd              | 7:1                  | FV Biberach                    |
| Sa. 29.07.2023  | FC Mengen                    | 3:0                  | TSV Strassberg                 |
| So. 30.07.2023  | SV Ochsenhausen              | 1:2                  | TSV Buch                       |
| So. 30.07.2023  | TSV Berg                     | 0:2                  | SSV Ulm 1846                   |
| So. 30.07.2023  | FV Ravensburg II             | 1:2                  | FC 07 Albstadt                 |
| Mi., 02.08.2023 | TSV Riedlingen               | 0:1                  | SV Baindt                      |

## 3. Runde
| Datum           |                              | Ergebnis             |                         |
| --------------- | ---------------------------- | -------------------- | ----------------------- |
| Gruppe 1        |                              |                      |                         |
| Sa., 05.08.2023 | TSV Pfedelbach               | 0:2                  | Türkspor Neckarsulm     |
| Di., 08.08.2023 | SV Breuningsweiler           | 0:5                  | SG Sonnenhof Großaspach |
| Mi., 09.08.2023 | TSG Backnang                 | 2:1                  | SGV Freiberg            |
| Mi., 16.08.2023 | Sportfreunde Schwäbisch Hall | 2:4                  | FSV Hollenbach          |
| Gruppe 2        |                              |                      |                         |
| Di., 08.08.2023 | TSV Weilimdorf               | 0:7                  | Stuttgarter Kickers     |
| Di., 15.08.2023 | TSV Oberensingen             | 5:1                  | TSV Essingen            |
| Mi., 16.08.2023 | Sportfreunde Dorfmerkingen   | 4:0                  | 1. FC Normannia Gmünd   |
| Mi., 23.08.2023 | SV Waldhausen                | 0:2                  | VfR Aalen               |
| Gruppe 3        |                              |                      |                         |
| Sa., 05.08.2023 | SG Empfingen                 | 4:1                  | SC 04 Tuttlingen        |
| Sa., 05.08.2023 | VfB Bösingen                 | 2:1                  | VfL Pfullingen          |
| Mi., 16.08.2023 | SSC Tübingen                 | 6:6 n. V (5:6 i. E.) | TV Darmsheim            |
| Mi., 13.09.2023 | Young Boys Reutlingen        | 0:1                  | SSV Reutlingen 05       |
| Gruppe 4        |                              |                      |                         |
| Sa., 05.08.2023 | TSV Buch                     | 2:1                  | SSV Ehingen-Süd         |
| Sa., 05.08.2023 | Sportfreunde Schwendi        | 3:1                  | SV Baindt               |
| Sa., 05.08.2023 | FC Mengen                    | 0:0 n. V (8:7 i. E.) | FC 07 Albstadt          |
| Mi., 13.09.2023 | FV Ravensburg                | 0:3                  | SSV Ulm 1846            |

## Achtelfinale
Die Auslosung der Achtelfinalpartien fand am 13. September im späteren Finalort Gazi-Stadion auf der Waldau (aufgrund der EM 2024 stand das Gazi-Stadion am Finaltag nicht zur Verfügung und die Partie wurde in die WIRmachenDRUCK Arena nach Großaspach verlegt) durch Thomas Rohmer, Abteilungsleiter bei den als niederklassigster noch im Wettbewerb vertretenem Klub Sportfreunden Schwendi, unter Aufsicht des Spielausschuss-Vorsitzenden Harald Müller statt. Dabei standen die Drittrundenspiele zwischen dem FV Ravensburg und dem SSV Ulm 1846 sowie das Stadtderby zwischen Young Boys Reutlingen und dem SSV Reutlingen 05 noch aus.
| Datum           |                            | Ergebnis  |                         |
| --------------- | -------------------------- | --------- | ----------------------- |
| Mi., 01.11.2023 | VfB Bösingen               | 1:4       | Türkspor Neckarsulm     |
| Mi., 01.11.2023 | Sportfreunde Schwendi      | 01:12     | SSV Ulm 1846            |
| Mi., 01.11.2023 | TSG Backnang               | 1:2 n. V. | Stuttgarter Kickers     |
| Mi., 01.11.2023 | FSV Hollenbach             | 1:3       | SG Sonnenhof Großaspach |
| Mi., 01.11.2023 | FC Mengen                  | 0:3       | SSV Reutlingen 05       |
| Mi., 01.11.2023 | TSV Buch                   | 2:1       | TSV Oberensingen        |
| Mi., 01.11.2023 | Sportfreunde Dorfmerkingen | 1:3       | VfR Aalen               |
| Mi., 01.11.2023 | SG Empfingen               | 2:0       | TV Darmsheim            |

* Klassentiefere Mannschaften genießen Heimrecht

## Viertelfinale
Die Auslosung der Viertelfinalpartien sowie der Halbfinalspiele fand am 26. Januar in der Zentrale des WFV statt. Die Lose zogen WFV-Präsident Matthias Schöck sowie vom Namenssponsor DB Regio David Weltzien.
| Datum           |                     | Ergebnis  |                         |
| --------------- | ------------------- | --------- | ----------------------- |
| Mi., 03.04.2024 | TSV Buch            | 2:1       | Türkspor Neckarsulm     |
| Mi., 03.04.2024 | SG Empfingen        | 2:4 n. V. | SG Sonnenhof Großaspach |
| Di., 16.04.2024 | Stuttgarter Kickers | 0:2       | SSV Ulm 1846            |
| Di., 16.04.2024 | SSV Reutlingen 05   | 0:3       | VfR Aalen               |

* Klassentiefere Mannschaften genießen Heimrecht

## Halbfinale
| Datum           |                         | Ergebnis |              |
| --------------- | ----------------------- | -------- | ------------ |
| Mi., 01.05.2024 | SG Sonnenhof Großaspach | 2:0      | SSV Ulm 1846 |
| Mi., 01.05.2024 | TSV Buch                | 2:4      | VfR Aalen    |

## Finale
| SG Sonnenhof Großaspach                                        | SG Sonnenhof Großaspach | VfR Aalen | VfR Aalen |
| -------------------------------------------------------------- | --- | --- | --------- |
| SG Sonnenhof Großaspach                                        | \| 25. Mai 2024 um 15:45 Uhr in Großaspach (WIRmachenDRUCK Arena) \| \| Ergebnis: 1:4 (0:1) \| \| Zuschauer: 3.217 \| \| Schiedsrichter: Philipp Schlegel \| | \| 25. Mai 2024 um 15:45 Uhr in Großaspach (WIRmachenDRUCK Arena) \| \| Ergebnis: 1:4 (0:1) \| \| Zuschauer: 3.217 \| \| Schiedsrichter: Philipp Schlegel \|                                                                                                 | VfR Aalen |
| SG Sonnenhof Großaspach                                        | Maximilian Reule – Bastian Frölich, Elias Rahn (84. Nico Engel), Benedikt Landwehr (84. Bleart Dautaj), Arbnor Nuraj, Volkan Čeliktas, Anthony Mbem-Som-Nyamsi, Christian Mistl, Mert Taşdelen, Lukas Stoppel (65. Michael Kleinschrodt), Konrad Riehle (46. Dominik Salz) Cheftrainer: Pascal Reinhardt | Michel Witte – Michael Schaupp, Ali Odabas, Lasse Jürgensen – Alessandro Abruscia, Stefan Wächter, Vico Meien, Jascha Döringer, Yannick Thermann (55. Mario Szabo) – As Ibrahima Diakité (86. Levin Kundruweit), Steffen Kienle Cheftrainer: Petar Kosturkow | VfR Aalen |
| SG Sonnenhof Großaspach                                        | 1:2 Dominik Salz (54.) | 0:1 Ali Odabas (35.) 0:2 Alessandro Abruscia (47.) 1:3 As Ibrahima Diakité (81., Foulelfmeter) 1:4 Alessandro Abruscia (90.+7') | VfR Aalen |
| SG Sonnenhof Großaspach                                        | Christian Mistl (90.+5') | | VfR Aalen |
| 25. Mai 2024 um 15:45 Uhr in Großaspach (WIRmachenDRUCK Arena) | | |           |
| Ergebnis: 1:4 (0:1)                                            | | |           |
| Zuschauer: 3.217                                               | | |           |
| Schiedsrichter: Philipp Schlegel                               | | |           |